# 蓬壶镇

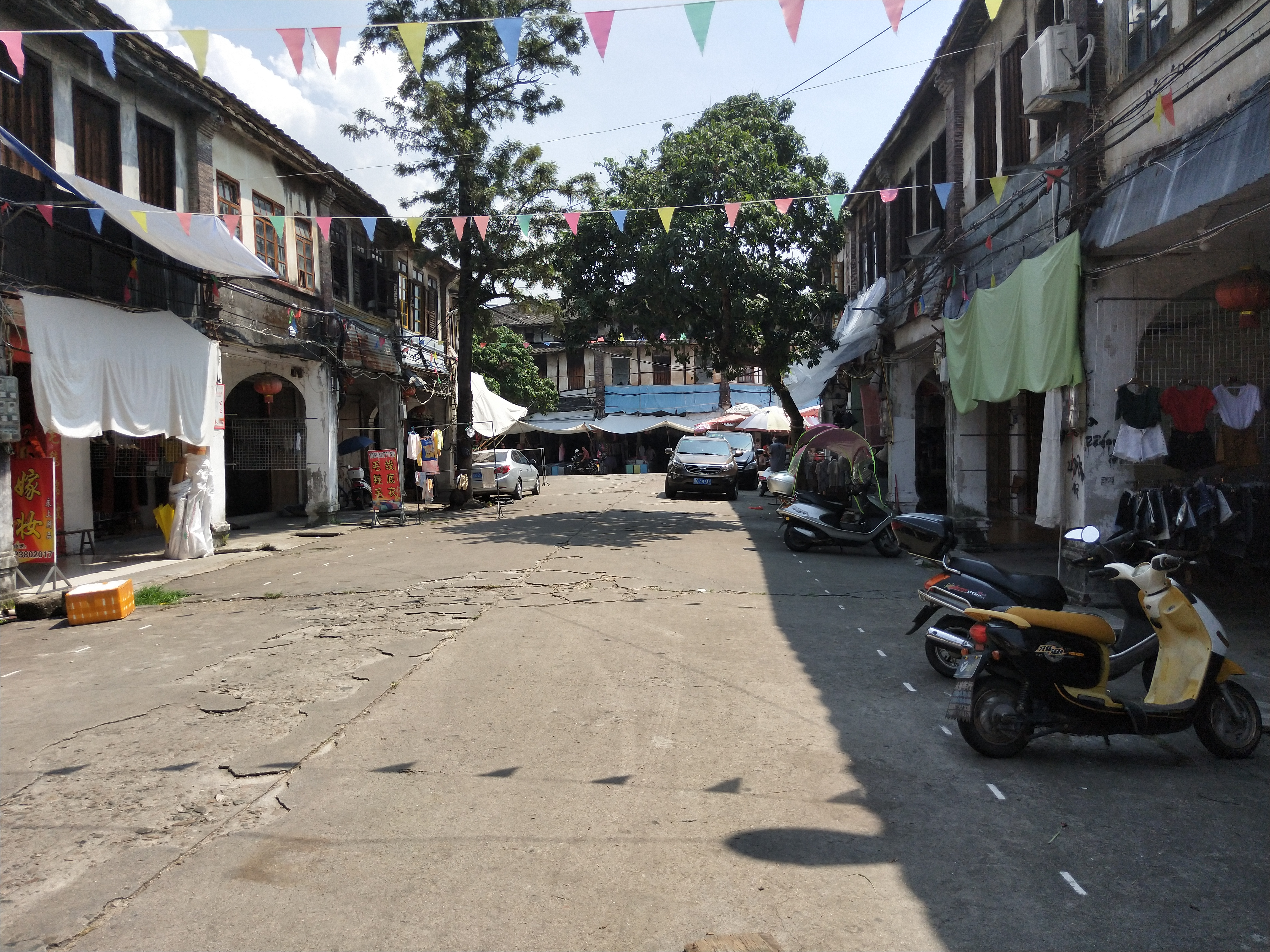
蓬壶镇古街

蓬壶镇是中国福建省泉州市永春县下辖的一个镇。

## 行政区划
蓬壶镇共辖22个行政村，分别是：
八乡村、联星村、南幢村、美林村、高峰村、高丽村、丽里村、孔里村、壶南村、鹏溪村、观山村、西昌村、美中村、美山村、军兜村、壶中村、魁都村、都溪村、汤城村、仙岭村、魁园村、东星村。